# Josep Ribes i Margarit
Josep Ribes i Margarit   (Barcelona, 1726 - Barcelona, 1804) fou mestre de cases i arquitecte català.

## Biografia
Fill de Josep Ribes i Ferrer i de Josepa Margarit, fou investit mestre de cases entre 1746 i 1747. Era membre d'una nissaga d'aquest gremi, (originària de Santa Creu d'Olorda, Baix Llobregat) i activa a Barcelona entre els segles xvii i xix de la qual, malgrat la documentació existent no és possible oferir-ne un perfil plausible tant professionalment com humanament. L'any 1751, Josep Ribes Margarit contragué matrimoni amb Maria Aimar, amb qui tingué almenys sis fills: Josep, Marià, Anton, Francesc, Justina i Maria Josepa.
Al marge de la seua activitat professional com arquitecte, Josep Ribes Margarit fou un home polifacètic que es dedicà a diferents tipus de comerç. Fou soci principal de diverses companyies adjudicatàries de proveïments urbans i d'arrendaments d'impostos: proveïdor de neu per a la ciutat; arrendatari del «pes del rei», un tribut que pagaven algunes mercaderies a l'entrar a la ciutat; comerciant en bestiar per proveir de carn Barcelona i l'Hospitalet; partícip en companyies d'arrendataris de la lleuda; comerciant de productes colonials (cacau, sucre, plantes tintòries, i altres mercaderies americanes), etc.
Entre 1762 i 1773 formà «societat y companyia» amb els seus cunyats per fabricar teixits de cotó, «així sol com mesclat ab fil, per vèndrer-los en blanc, tenyits y pintats»; és a dir, fabricació d'indianes per a la qual tasca simultàniament obtingueren el domini útil (emfiteutes) d'uns terrenys del Clot de Sant Martí de Provençals. D'altra banda, regentà una important empresa constructora. Amb els beneficis obtinguts de tots aquests negocis, més l'herència rebuda del seu pare, acumulà un considerable patrimoni que amplià encara amb l'adquisició de finques rústiques i urbanes a Barcelona i a la rodalia...
La seva activitat professional i una folgada economia dotaren Josep Ribes d'una notable projecció social que ell mateix reforçà al convertir-se en un dels principals protectors de l'església parroquial de Sant Pere de les Puel·les, i en contribuir, amb sumes importants a totes les subscripcions benèfiques o patriòtiques que s'obrien a Barcelona.
El seu poder adquisitiu, l'experiència professional i les relacions privilegiades el situaren en un lloc preeminent del gremi de  Mestres de Cases i Molers. Va morir a finals de l'any 1803 o a inicis del 1804.

## Obres
Pel que sembla, el mateix any del seu matrimoni, 1751, començà a fer-se càrrec de l'empresa familiar, de la que se’n saben algunes notícies a partir de dues llibretes de clients.
Treballà per algunes famílies d'aristòcrates. Per als Medinaceli Cardona feu reparacions en diversos immobles de la ciutat, entre altres a la casa Gralla del carrer de la Portaferrissa. Per als ducs de Sessa a més de projectar l'ampliació del port de Palamós, va rebre l'encàrrec de l'obra en què Ribes manifestaria millor la seua mestria en l'art d'edificar: el Palau del duc de Sessa, bastit durant els anys 1772 - 1778, entre els carrers de la Mercè, de la Plata i Ample, de Barcelona. Conegut popularment aquest edifici com el «palau Larrard», per haver-lo adquirit, l'any 1799, Joan de Larrard, cònsol de Dinamarca i banquer adinerat.
Ribes va començar els amidaments, les avaluacions i el traçat dels plànols l'any 1771; a mitjans del 1772 foren sol·licitats els permisos d'obra a l'Ajuntament barceloní i seguidament van començar les obres, però a un ritme molt lent, de manera que fins al 1775 s'havia avançat ben poc. Entre aquest any i el 1778 es dugué a terme el gruix de l'obra. Ribes va dirigir i supervisar l'obra fins al final.
A més de les cases nobiliàries, Ribes tingué com a clients diverses comunitats religioses, entitats benèfiques i moltes famílies de menestrals, comerciants, i professionals liberals. Entre aquests encàrrecs és remarcable la casa que feu per a l'argenter Rafael Solà, car es tracta d'un exemple representatiu d'allò que fou la casa de veïns de la Barcelona del xviii: 

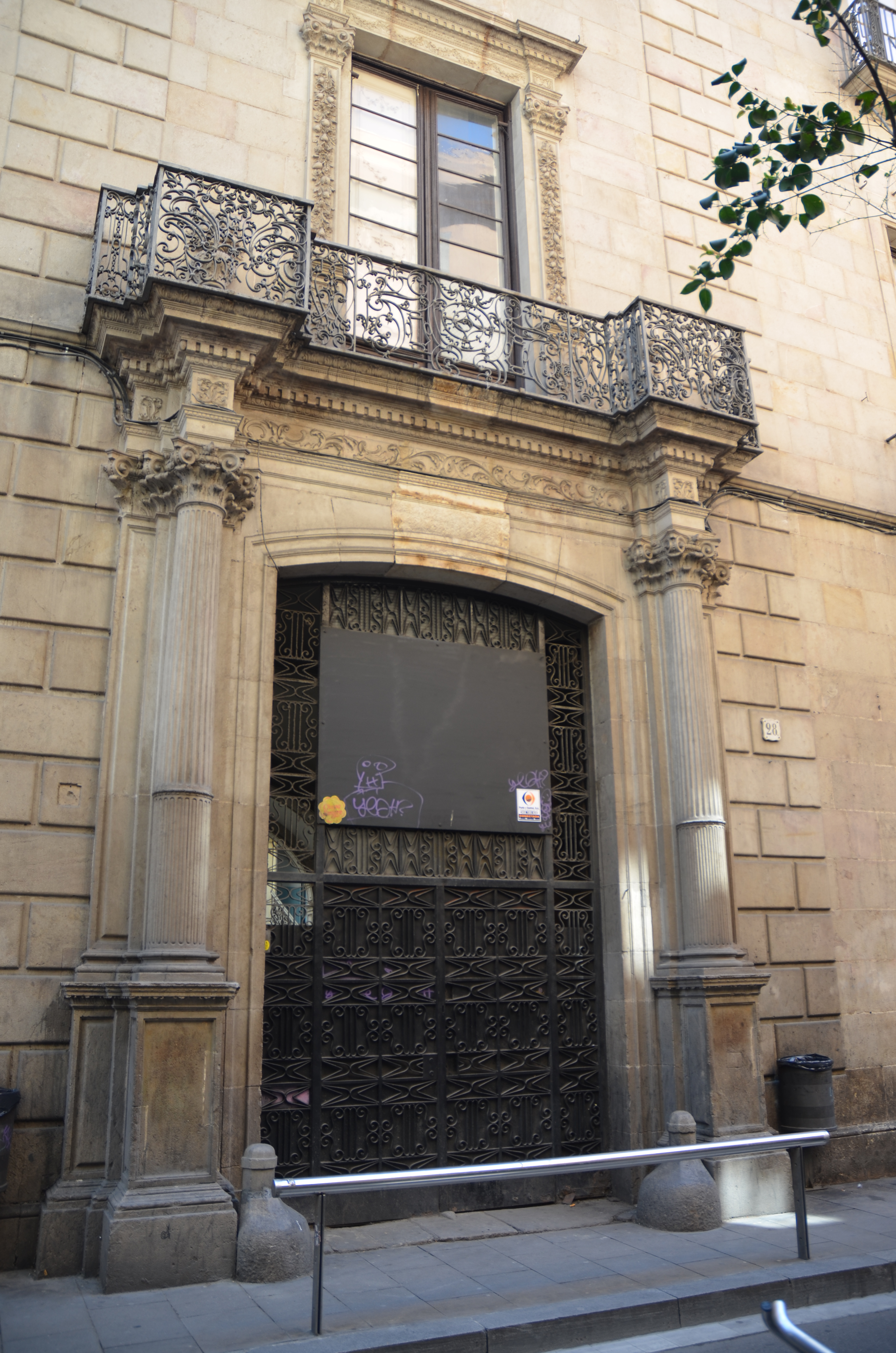
Palau del Duc de Sessa (Larrard), obra de Josep Ribes i Margarit (1772-1778)

Un edifici de planta baixa, entresol i quatre pisos, amb façanes als carrers de Basea i de Joan de Montjuïc. En primer lloc, s'hi nota la coexistència en un mateix immoble d'elements tan heterogenis com instal·lacions manufactureres (la «fàbrica» del quart pis), petits tallers artesanals amb habitatge annex (botigues de la planta baixa i entresol), i habitatges per a classes populars (als pisos 2n, 3r i 4t).
En aquesta coexistència es dona ja la típica diferenciació de classes socials que es veuria en les cases de pisos de la ciutat que arribaren al segle XX: els primers pisos, amb el principal per a la gent més acomodada, i els més alts per a les classes populars. També es palesa en l'alçada de sostres i major superfície de les peces principals dels primers pisos. En l'escala de marbre que puja fins al principal i la de maó que segueix fins a dalt. En l'estètica i materials nobles de la façana principal (la del carrer de Basea) en contrast amb els materials senzills de la façana secundària (carrer Joan de Montjuïc). Finalment, s'aprecien també les diferències en la situació i distribució de les estances principals –la sala– amb balcó gran, i les habitacions bones, amb alcova i balcons al costat de la sala, etc.
Curiosament, l'estructura interna d'aquestes cases té una gran semblança amb la masia o amb la casa de la burgesia rural, on la «sala» ocupa la crugia o espai central i els dormitoris amb alcova disposats a banda i banda.